# Thelotrema lacteum
Thelotrema lacteum är en lavart som beskrevs av Kremp. Thelotrema lacteum ingår i släktet Thelotrema och familjen Graphidaceae.   Inga underarter finns listade i Catalogue of Life.